# Peter James (Kameramann)
Peter James (* 7. März 1947 in Sydney, New South Wales, Australien) ist ein australischer Kameramann.

## Leben
Peter James Cousin, der australische Drehbuchautor Jon Cleary, verhalf ihm zu einem Ferienjob in den Supreme Sound Studios. Dort assistierte er Kameramännern wie George Lowe, Graham Lind, John Leake und Andrew Fraser. Nach dem Job fragte man James, ob er nicht länger bleiben wollte und so wurde er als Assistent für die australische Fernsehserie S.O.S.-Charterboot! engagiert. Anschließend war er zweiter Kameraassistent in der Serie Barrier Reef. Bereits 1973 durfte James mit Avengers of the Reef erstmals eigenverantwortlich als Kameramann arbeiten. Es folgten anschließend einige Jahre abwechselnd Jobs in der Kameraführung und als Kameramann.
Seinen großen Hollywood-Durchbruch hatte James 1989 mit Miss Daisy und ihr Chauffeur. Anschließend folgten Filme wie Doppelmord, Meine Braut, ihr Vater und ich, Der Babynator und 27 Dresses.

## Filmografie (Auswahl)
- 1969: S.O.S.-Charterboot! (Riptide) (unbekannte Funktion & Anzahl der Folgen)
- 1973: Avengers of the Reef
- 1985: Rebel
- 1987: Was vom Leben übrigbleibt (The Right Hand Man)
- 1989: Miss Daisy und ihr Chauffeur (Driving Miss Daisy)
- 1991: Black Robe – Am Fluß der Irokesen (Black Robe)
- 1993: The Thing Called Love – Die Entscheidung fürs Leben (The Thing Called Love)
- 1993: Überleben! (Alive)
- 1993: Mein Leben für dich (My Life)
- 1994: Stummer Schrei (Silent Fall)
- 1996: Diabolisch (Diabolique)
- 1996: Last Dance
- 1997: Paradise Road – Weg aus der Hölle (Paradise Road)
- 1998: Die Newton Boys (The Newton Boys)
- 1999: Doppelmord (Double Jeopardy)
- 2000: Meine Braut, ihr Vater und ich (Meet the Parents)
- 2001: Der Mann, der Gott verklagte (The Man Who Sued God)
- 2003: Pancho Villa – Mexican Outlaw (And Starring Pancho Villa as Himself)
- 2005: Der Babynator (The Pacifier)
- 2005: Im Dutzend billiger 2 – Zwei Väter drehen durch (Cheaper by the Dozen 2)
- 2008: 27 Dresses
- 2009: Maos letzter Tänzer (Mao’s Last Dancer)
- 2010: Yogi Bär (Yogi Bear)

## Auszeichnungen
AFI-Award
- 1985: Best Achievement in Cinematography – Rebel
- 1986: Best Achievement in Cinematography – Was vom Leben übrigbleibt
- 1992: Best Achievement in Cinematography – Black Robe – Am Fluß der Irokesen

Emmy
- 2004: Outstanding Cinematography for a Miniseries or Movie – Pancho Villa – Mexican Outlaw (nominiert)

Genie Award
- 1991: Best Achievement in Cinematography – Black Robe – Am Fluß der Irokesen (nominiert)